# Tectaria chinensis
Tectaria chinensis là một loài dương xỉ trong họ Tectariaceae. Loài này được Ching & Chu H. Wang Christenh. mô tả khoa học đầu tiên năm 2010.